# لهجة كويتية
اللهجة الكويتية هي لهجة خليجية عربية يُتحدّث بها في الكويت. تاريخيًّا، كان التنوع والاختلاف بين متحدثي هذه اللهجة كبيرًا نسبيًّا، لكن العديد من العوامل الاجتماعية خاصة بعد اكتشاف النفط أدّت لاندثار هذه الاختلافات وانصهار اللهجات لتكون كوينه أي لهجة مختلطة واحدة آخذة من خصائص ومميزات جميع اللهجات، وذلك نتيجة للاختلاط بين متحدثي هذه اللهجات بسبب التعليم الحكومي وسياسات الإسكان وغيرها من العوامل. يقسّم الباحث اللهجوي خالد الرشيد (مؤلف كتاب موسوعة اللهجة الكويتية) اللهجة الكويتية إلى ست لهجات هي جبلة (أو قبلة) وشرق وفيلكا والجهراء والفنطاس والدمنة (العوازم). بحكم مزاولة سكان الكويت التجارة والسفر والانفتاح على الكثير من الأقطار المجاورة لها مثل الجزيرة العربية وشبه القارة الهندية وبلاد فارس غَنَت لهجتهم بالعديد من الألفاظ ذات مختلف الأصول، وفي القرن العشرين والحادي والعشرين ازدادت عدد الكلمات الإنجليزية في اللهجة الكويتية نتيجة الوجود البريطاني ثم التفتح الذي شهدته الكويت نتيجة وسائل الإعلام والتواصل الحديثة، كما دخلت العديد من الكلمات التركية العثمانية نتيجة لوجود الخلافة العثمانية قبل الحرب العالمية الأولى، كذلك ازداد تأثير اللغة العربية الفصحى على اللهجة نتيجة انتشار التعليم والتواصل بين الأقطار العربية، ومما يشهد لهذا اختفاء العديد من الكلمات ذات الأصول غير العربية المتداولة مسبقًا كـكنديشن وبنسل ورنگ وميوه، التي اُستبدلت بمكيف وقلم رصاص ولون وفواكه.
تتأثر اللهجة الكويتية بعدة عوامل اليوم منها الطبيعية التي تطرأ على كل الألسن مع مرور الزمن (ككشكشة الكاف (تحويلها لجيم مهموسة (چ)) في بعض البيئات الصوتية، ومنها الاجتماعية. على سبيل المثال، التغيرات المرئية في مكانة أبناء القبائل أو البدو في المجتمع الكويتي تؤدي إلى تقليل الحالات التي تقلب فيها الجيم ياء، والتعرض المتزايد للغات الأجنبية أدى لدخول فونيمات جديدة هامشية كـ/v/ (ڤ) و /p/.

## التصنيف اللغوي

لهجات شبه الجزيرة العربية وتظهر اللهجة الخليجية باللون البني (يُتحدث باللهجة الخليجية في البحرين كذلك إضافةً إلى اللهجة البحرانية)

اللهجة الكويتية تُصنَّف كلهجة خليجية، وهو مطلح يُطلق على اللهجات العربية التي يُتحدّث بها من قبل سكان ساحلَيْ الخليج العربي. تُعدُّ اللهجة القطرية أقرب لهجة للهجة الكويتية. بشكل أعم، تنضم اللهجات الخليجية تحت مظلة لهجات شبه الجزيرة العربية التي تشتمل على لهجات السعودية الواقعة بعيدًا عن ساحل الخليج، واللهجات اليمنية والبحرانية وغيرها.

## التاريخ والتطور
تنقسم اللهجة الكويتية إلى 6 أنواع يذكرها المؤرخ الكويتي خالد الرشيد وهي لهجة جبلة (أو قبلة) وشرق وفيلكا والجهراء والفنطاس والدمنة (العوازم). إلا أن مستوى الاختلاف بين هذه اللهجات اضمحل مع السنين لعدة عوامل وظهرت لهجة واحدة جامعة (كوينه (نوع لهجة) وُلدت من لهجاتها المؤسسة نتيجة التغيرات في التعايش والظروف الاجتماعية. تبرز الاختلافات في المفردات والقواعد وكذلك بطرق النطق واللفظ. يظهر أحد أبرز الاختلافات في اللهجة الكويتية في كلمة شكر التي تعني سكر، وتُنطق بكسر الشين في لهجة شرق وبفتح الشين في لهجة الفنطاس وبفتح الشين وكسر الكاف في لهجة جبلة.، بالإضافة لاختلاف المفردات. مثل كلمة كرفاجة «سرير» في لهجة الفنطاس، وكلمة غدان في لهجة فيلكا التي تعني علَّاق الملابس وهي كلمة عتيقة الآن.
العديد من العوامل أدَّت إلى تطور وتغيّر اللهجة الكويتية، مثل وفيات سنة الطاعون 1831 والجدري في سنة 1930 ما أدى للزواج من خارج الكويت، والانفتاح النفطي ودخول العمالة الوافدة العربية، والتجنيد الإلزامي والغزو العراقي الذي جمع الكويتيين من كل الفئات والطوائف.
على مدى سنين تطورها، كانت اللهجة الكويتية قد تلقت تأثيرات كبيرة من اللغات غير العربية، إلا أنها، حسب الدكتور يعقوب الغنيم «و إذا كانت اللهجة الكويتية قد عادت إلى توازنها بعد تلقي هذا الضغط القوي، و ذلك بحذف بعض الكلمات الدخيلة و استبدال كلمات عربية فصيحة بها مثل: الموتر و الكرفاية و الطنباخية و السلقي و الرنق و الكنديشن حيث أصبحت تستعمل بدلاً منها كلمات السيارة و السرير و الكرة و المساحة و اللون أو الصبغ و المكيف» وذلك بسبب توافد العمالة العربية الأجنبية ووسائل الإعلام الحديثة.
كنتيجة للاحتكاك مع الإنگليز بعد اكتشاف النفط في الأربعينات، ظهرت العديد من الكلمات ذات الأصل الإنگليزي في لهجة ذاك الجيل مثل فورمن وفنگر وبنسل، لكنها اختفت مع ظهور الأجيال اللاحقة.

## السوسيولوجيا
تمتاز اللهجة الكويتية بكثر المؤثرات اللغوية كالأمثال والحكم والألغاز (أو الغطاوي) والأناشيد والنكت، بالإضافة لكثرة المترادفات[بحاجة لمصدر]، مع وجود بارز للسجع[بحاجة لتوضيح]. ومما يُميِّز اللهجة الكويتية أيضًا وجود كلمات يُرى أنها نسائية أكثر كـ"قَميظَه، هَوْ، يا حافِظ، وَعَليَّه، غبْرَه".

## الفونولوجيا
تتحول معظم الأصوات في اللهجة الكويتية في حالات متعددة وكثيرة ولكنها محدودة؛ أي أن الأصوات لا تتغير في جميع الكلمات. أما الفونيم الوحيد الذي يتحول دائمًا في اللهجة الكويتية هو صوت الضاد، الذي اندمج مع صوت الظاء فصارا كليهما ينطقان كذال مفخمة /ðˤ/

### الصوامت[9]
|         | شفوي    | شفوي    | أسناني | أسناني | أسناني | أسناني-لثوي | أسناني-لثوي | أسناني-لثوي | لثوي غاري | لثوي غاري | غاري | طبقي | طبقي | لهوي      | لهوي      | حلقي | حلقي | حنجري     | حنجري     |
| ------- | ------- | ------- | ------ | ------ | ------ | ----------- | ----------- | ----------- | --------- | --------- | ---- | ---- | ---- | --------- | --------- | ---- | ---- | --------- | --------- |
| أنفي    | mم      | mم      |        |        |        | nن          | nن          | nن          |           |           |      |      |      | (ŋ) نق/نگ | (ŋ) نق/نگ |      |      |           |           |
| انفجاري | (p) ب/پ | bب      | t̪ˤط    | t̪ت     | d̪د     |             |             |             |           |           |      | kك   | ɡق/گ |           |           |      |      | ʔ أ/ء/ؤ/ئ | ʔ أ/ء/ؤ/ئ |
| احتكاكي | fف      | (v) ف/ڤ | ðˤ ظ/ض | θ ث    | ð ذ    | sˤ ص        | sس          | zز          | ʃش        | ʃش        |      |      |      | ʁ غ       | χ خ       | ħ ح  | ʕ ع  | hه        | hه        |
| انحكاكي |         |         |        |        |        |             |             |             | t͡ʃج/چ     | d͡ʒج       |      |      |      |           |           |      |      |           |           |
| تقريبي  |         |         |        |        |        |             |             |             | l ɫل      | l ɫل      | jي   | w و  | w و  |           |           |      |      |           |           |
| زُغردي   |         |         |        |        |        | r ر         | r ر         | r ر         |           |           |      |      |      |           |           |      |      |           |           |

### أصوات اللين
- ـَ /ɐ/
- ـُ /ʊ/
- ـِ /ɪ/
- ـا /a:/
- ـو /u:/
- ـي /i:/
- ـو /o:/
- ـي /e:/

### التغييرات الصوتية[10]
| الصوت  | الإخراج      | مثال                   | أصل الكلمة في العربية الفصحى | ملاحظات |
| ------ | ------------ | ---------------------- | ---------------------------- | --- |
| ض /dˤ/ | ظ /ðˤ/       | بيظ (تُكتب بيض) /be:ðˤ/ | بيض /bajdˤ/                  | عملية الاندماج الفونولوجية الوحيدة في الكويتية |
| ش /ʃ/  | ش /ʃ/        | يني /ʃəbəħ/            | جني /ʃabaħ/                  | |
| ش /ʃ/  | چ /t͡ʃ/       |                        |                              | في لهجة بعض أهالي شرق |
| ك /k/  | ك /k/        | كتاب /kɪta:b/          | كتاب /kita:b/                | |
| ك /k/  | چ /t͡ʃ/       | چلب /t͡ʃəlb/            | كلب /kalb/                   | |
| ق /q/  | ق /q/        | قلم /qələm/            | قلم /qalam/                  | وصف ابن خلدون نُطق القاف بالطبقي المجهور /g/، مما يرجح كون هذا النطق هو النُّطق الأصلي للحرف، ويضيف أنه من المحتمل أن الرسول محمد قد كان ينطقه هكذا. عليه فإنَّ من المُحتمل أن صوت الگاف /g/ هو الصوت الأصلي في اللهجة الكويتية وصوت القاف في العربية الفصحى الحديثة /q/ هو الصوت المُتفرِّع منه. |
| ق /q/  | گ /g/        | گهوة /gəhwə/           | قهوة /qahwa/                 | وصف ابن خلدون نُطق القاف بالطبقي المجهور /g/، مما يرجح كون هذا النطق هو النُّطق الأصلي للحرف، ويضيف أنه من المحتمل أن الرسول محمد قد كان ينطقه هكذا. عليه فإنَّ من المُحتمل أن صوت الگاف /g/ هو الصوت الأصلي في اللهجة الكويتية وصوت القاف في العربية الفصحى الحديثة /q/ هو الصوت المُتفرِّع منه. |
| ق /q/  | ج d͡ʒ         | جبلة /d͡ʒɪblə/          | قبلة /qibla/                 | |
| ق /q/  | غ /ʁ/        |                        |                              | [ 13 ] |
| غ /ʁ/  | ق /q/        | غرفة /ʁʊrfə/           | قرفة /qʊrfə/                 | في المتحدثين ذوي الأصول النجدية وبعض المتحدثين صغار السِن ذوي الأصول الفارسية بسبب التأثر من النجديين. هذا الاستعال يشجبه البعض. |
| غ /ʁ/  | غ /ʁ/        |                        |                              | |
| ج /d͡ʒ/ | ج d͡ʒ         | يبل /d͡ʒəbəl/           | جبل /d͡ʒabal/                 | |
| ج /d͡ʒ/ | ي /j/        | مسيد /məsjɪd/          | مسجد /masd͡ʒid/               | |
| ل /l/  | ل /l/        | خالي /χa:li/           | خالي /χa:li:/                | |
| ل /l/  | ل مبلعمة /ɫ/ | خالي /χa:ɫi/           | خالي /χa:li:/                | يُعتبر تغييرًا صوتيًّا ولفظيًّا |

### التغييرات اللفظية[14]
البلعمة من أكثر التغييرات اللفظية شيوعًا في الكويتية. البيئات المثيرة لهذه العملية هي:
- بيئة الحروف المبلعمة
- حروف اللين الخلفية
- حرف اللين /a:/ (ـا)
- الحروف اللهوية /χ/ و /ʁ/ (خ وغ)

| الصوت  | الإخراج |
| ------ | ------- |
| ب /b/  | ḅ       |
| ف /f/  | f       |
| ل /l/  | ḷ       |
| م /m/  | ṃ       |
| ن /n/  | ṇ       |
| ر /r/  | ṛ       |
| س /s/  | ص /sˤ/  |
| ذ /ð/  | ظ /ðˤ/  |
| ت /t / | ط /t ˤ  |

#### أمثلة
- صوت الكاف /k/ إلى چ /t͡ʃ/:
  - فيلكا ← فيلچه
  - سمك ← سمچ
  - كلب ← چلب
- صوت القاف إلى گ أحيانًا:
  - قهوة ← گهوة
  - قال ← گال
  - قمر ← گمر
- ..وأحيانًا أخرى إلى جيم مثل:
  - قبلة ← جبلة
  - طريق ← طريج
  - رفيق ← رفيج
- صوت الجيم يتحول إلى ياء أحيانًا. هذا الإبدال يحدث فقط في لهجة الحضر (لهجة فيلكا والفنطاس وجبلة وشرق):
  - مسجد ← مسيد
  - فجر ← فير
  - رجال ← ريال

إلا إن هناك بعض الكلمات التي تنطق كما هي مثل جمارك، تاجر، ثلّاجة، جِدِر وغيرها.
- تتحول الهمزة على ياء المسبوقة بمد بالألف إلى ياء:
  - نائم ← نايم
  - سائل ← سايل
- تتحول الهمزة المتطرفة على ياء إلى ياء:
  - شاطئ ← شاطي
  - مهترئ ← مهتري
- صوت الضاد يتحول دائمًا إلى حرف الظاء وهو الحرف الوحيد الذي لا يستخدمه الكويتيون في لهجتهم (لأنه يبدل دائما أما باقي الأحرف تبدل أحيانا):
  - مرض ← مرظ
  - بيض ← بيظ
  - ضرب ← ظرب
- حرف السين إلى صاد، خصوصًا قبل الخاء، مثل صِخي من السَّخاء – مْفَصَّخ من الفَسْخ – الصّلْخ من السّلْخ – الوِصاخَة من الوَسَخ – الصّيخ من السّيخ – صخونَة من السّخونَة – صْخَلَة من السَّخْلَة
- في اللهجات النجدية، الغين والقاف يُستبدلان في كثير من الحالات حتى صار من الصعب التفريق بينهما.
- في لهجة بعض أهالي شرق، قد تُحوَّل الشين إلى جيم فارسية (چ)، وهذا التحويل لا يتواجد في اللهجات الأخرى

### الضمائر

#### هاء الغائب
- للمذكر: بفتح آخر حرف مع نطق هاء خفيفة جدًا لا تُسمع
  - كِتَابُهُ ← كِتَابَـ (ـه)
  - سَيَّارَتُهُ ← سَيَّارَتَـ (ـه)
- للمؤنث: بزيادة هاء مفتوحة في آخر الكلمة دون مد بالألف
  - كِتَابُها ← كِتَابْهَ
  - سَيَّارَتُها ← سَيَّارَتْهَ

#### كاف المخاطب
- للمذكر: تحويل الكاف المفتوحة إلى كاف مسكونة
- للمؤنث: تحويل الكاف المكسورة إلى جيم فارسية
  - كتابكِ ← كِتَابچْ
  - سَيَّارَتكِ ← سيارتچْ

## القواعد

### المبني للمجهول
يأتي المبني للمجهول في اللهجة الكويتية على وزن اِنْفِعَلْ:
- اِنْذِبَحْ المجرم (ذُبِحَ المجرم).
- اِنْگِطَعْ الحبل (قُطِعَ الحبل).

## المفردات
تتنوع مصادر كلمات اللهجة الكويتية، فتأتي من عدة لغات مثل الفارسية بسبب قدوم العيم واللغات الهندية بسبب التجارة بين الدولتين، وكذلك من اللهجة البحرانية بسبب قدوم الحساوية ومن عدة لغات ولهجات أخرى مثل لغة إنجليزية.
من الكلمات التي أتت من اللغة الفارسية بس بمعنى «كفى»، وبخت بمعنى «حظ»، كما قدمت من اللغات الهندية تجوري ودروازة بمعنى «خزنة» و«بوابة»، كما تعتبر عدة كلمات ذات أصل إنگليزي مثل واير (بالإنجليزية: Wire) بمعنى السلك الكهربائي، ودَبَل (بالإنجليزية: Double) بمعنى ضعف.
هنا بعض الكلمات العامية الكويتية:
| - أبي: أريد. - أكو: يوجد. - ماكو: لا يوجد - سِيده: إلى الأمام. - نط: اقفز. - انقز: إقفز. - جدام/قدام: أمام. - صكر: أغلق. - صك: أغلق. - بَطّل: افتح. - فچ: افتح - حدر: أسفل. - صج: حقًا (كثيرًا ما تأتي في أسلوب تعجبي). - حلو: جميل، رائع. - دقّوس: شطة. - هقوتي: أظن. - صماخ: الرأس. - دوِّر: ابحث. - شوف: انظر. - شتبي؟ : ماذا تريد؟ | - سكّان: عجلة القيادة. - يم: بجانب. - شنو ؟: ماذا؟ - راح: سوف. - فلْته: لا يعلى عليه. - تِصَرْقعْ: خاف خوفا شديدا. - تهقا؟: تظن/تعتقد؟ - أوِّلي: قبل قليل. - جاهل/ياهل: طفل. - بزر: غر لا خبرة له/طفل. - واجد/وايد: كثير. - حيل: جداً. - جيتلك: حضرت لك. - زهقه: ملل. - دلّوع: من الدلع وتقال في من يتصرف كالأطفال. - يفتر: يتجول، يدور. - جيب/ييب: احضر. - يچندس: ينحني. - علامك؟: ماذا بك؟ - زقرت: أنيق. | - زقرتي: ممتاز. - أدعم: اللون البني. - جنه البخت: كناية عن جودة الشيء. - زبوط النقعة: كناية عن الشخص الصغير. - مفجور فجر: مستخدم استخدام كثير أو شديد أو بالأحرى *فجر* المبالغة فيه انه مستخدم بكثرة - شقردي: الطموح المتحمس الفطن قوي الشخصية. - يتطنز: يسخر من. - الرقله - اثول: خفيف عقل. - وهق (ني): ورط (ني). - سهالات - الشيء السهل. - متدوده: مرتبك أو متوتر. - كمبل: لحاف أو بطانية، تُجمع على كنابل |

## أمثال في اللهجة الكويتية
وهنالك ثروة لغوية كبيرة من الأمثلة الشعبية الكويتية التي يشترك أكثرها مع بقية اللهجات العربية منها:
| - شحادك يالمسمار قال المطرقة. - مال البخيل ياكله العيار. - اللي ماله أول ماله تالي. - شاق القاع وقايل امباع. - يغطني بالبحر ويطلعني يابس. - ما أردى من المربوط إلا المفتلت. - الناس بالناس والعبدة تندب الراس. - تحيلقي تميلقي ما في الجدر حكوكه. - يا شين السرج على البقر. - يسوي من الحبة كبه. - إذا طاح الجمل كثرت سكاكينه. - مد رجولك على قد لحافك. - اللي مايعرف الصقر يشويه وياكله. - اشعلم المعيدي باكل الزبيدي. - مايعرف راسه من كرياسه أو مايعرف كوعه من بوعه (وهي كناية عن الغباء أو السذاجة). - ماطاح إلا إنبطح. - واللي بالجدر يطلعه الملاس. - انطر يا حمار لما يجيك الربيع. - أقول له ثور يقول احلبوه. - هاته وهات عباته. - يجهز الدوا قبل الفلعة. - من قال (ها) سمع. - الخال خلي والعم ولي. - كل من طق طبله قال أنا قبله. - مع الخيل يا شقرة. - لا تبوق ولا تخاف. - الناس للناس والكل بالله. - إذا فات الفوت ما ينفع الصوت. - أبو طبيع ما يجوز من طبعه - إذا بغيت صاحبك دوم حاسبه كل يوم. - إذا حبتك عيني ما ضامك الدهر. - إذا حجت البقر على قرونها. - إذا صار رفيجك حلو لا تاكله كله. - مداح نفسه يبي له رفسه. - مكسورة وتبرَد. - من طمع طبع. - يا من شرا له من حلاله علَه. - يفوتك من الجذاب صج وايد. - يمدح السوق من ربح فيه. - يوَد (أمسك) الحبَه وفلَت (أفلت) الدبَه. - من طلع من داره قل مقداره. - إذا طبع دوس على تريجه. - إذا فات الفوت ما ينفع الصوت. - إسأل مجرب ولا تسأل طبيب. - إش حادك يا المسمار ؟ قال المطرقة. | - أضبط من ساعة الملا. - اقبض من دبش. - أقضب مجنونك لا يجيك أجن منه. - إكل ما تشتهي وإلبس ما يعجب الناس. - إما طلعه ولا طبعه. - إن طاعك الزمن وإلا طيعه. - إنطر يا حمار لما يجيك الربيع. - إنفخ يا شريم قال ماكو برطم. - الباب اللي يجيك منه الريح سده واستريح. - بات مظلوم ولا تبات ظالم. - بغاها طرب صارت نشب. - بغى يكحلها عماها. - بغيناه عون صار فرعون. - تجيك التهايم وإنت نايم. - ثوب أطول منك يعتك. - جارك ثم دارك. - حاميها حراميها. - حشر مع الناس عيد. - حط راسك بين رجليك وإشهد على والديك. - حط فلوسك بالشمس وإقعد بالذلال (إجلس بالظل). - خبز خبزتيه يا الرفله إكليه. - خربان من البيضة. - دابة الله بأرض الله. - الذيب ما يهرول عبث. - راعي النصيفة سالم. - رزق القطاوه على الخاملات. - زرع الميانين (المجانين) يطلعه رب العالمين. - شبعونا طراقات وشبعناهم شتايم. - شمامها لمامها. - طارت الطيور بأرزاقها. - طقاق روحه ما يصيح. - الطول طول نخله والعقل عقل صخله. - عتيج الصوف ولا جديد البريسم. - عمره ما تبخر، تبخر واحترق. - عومه مأكوله ومذمومه. - غصيت فيك يا ماي، شدفعك في. - فال الله ولا فالك. - الفرخ يجوجي في البيضة. - قال عندك تاكل ؟ قال لأ. قال عندك تغرم ؟ قال إي. - قراقيع صيف. - قطو وطقيته بمصير. - فوق شينه قوات عينه. - كثر الدق يفك اللحام. - كلٍ بقلبه شيقا ليله (شقاء له). - كوم حجار ولا هالجار. | - لي بغيت الخبر يشيع عطه (أعطه) أم بزيع. - لو جريت جري الوحوش غير رزقك ما تحوش. - لي طار طيرك قول سبيل. - لي فات الفوت ما ينفع الصوت. - اللي في الجدر يطلعه الملاس. - اللي ما يرضى بجزَه، يرضى بجزَه وخروف. - اللي ما يستحي منك لا تستحي منه. - اللي ما يطول العنقود يقول حامض. - اللي ما يطيع يضيع. - اللي ما يعرف الصقر يشويه. - اللي ماله أول ماله تالي. - اللي مو على دينك ما يعينك. - اللي هذا أوله ينعاف تاليه. - نصيبك يصيبك. - هذا سيفوه وهذي خلاجينه (ملابسه). - الوجه من الوجه أبيض. - يا شين شيء ما شابه هله (أهله). - اللي يجي من الله حياه الله. - ما تعينك إلا يمينك. - ما لك إلا خشمك لو كان عوي (أعوج). - مال عمك لا يهمك. - مخروش طاح بكروش. - الغيم يحوم والرب رحوم - عيرتني بعارها - اللي يطيح من السماء تاخذه القاع - الكحل بالعين الرمدى خسارة - بو طبيع ما يجوز من طبعه - علمانهم على الطرارة سبقونا على طق البيبان - طقني وبكى سبقني واشتكى - البير اللي تشرب منه لا تحذف فيه صخر - إذا حضر الماء بطل التيمم - أخذنا بشراع ومجداف - أكل ومرعى وقلة صنعه - الباب اللي يجي منه ريح سده واستريح - سو خير وقطه بحر - إذا مو عاجبك اشرب من ماي البحر - كل ما غبت حلت - الجود من الموجود - أحر ماعندي أبرد ماعنده - خل القرعة ترعى - أكبر منك بيوم أعلم منك بسنة - ايد وحده ما تصفق - استر على ما واجهت - إصرف ما في الجيب يأتيك ما في الغيب. |

## اقرأ أيضًا
- لهجة الزبير
- لهجات خليجية

## وصلات خارجية
- موقع وموسوعة متخصصة في اللهجة الكويتية
- مُعجم مفردات اللهجة الكويتية وأصولها
- لقاء مع خالد الرشيد باحث في اللهجة الكويتية في اليوم السابع